# دوري جرينلاند لكرة القدم 1983
دوري جرينلاند لكرة القدم 1983 هو موسم من دوري جرينلاند لكرة القدم. فاز فيه Nagdlunguaq-48 ‏.